# Rafael Carratalá Ramos
Rafael Carratalá Ramos (Alicante, 1859-26 de febrero de 1909) fue un obrero tipógrafo, periodista y socialista histórico español. Perteneció a la masonería. Utilizó el pseudónimo «Veritas». 

## Biografía
Rafael nació en una familia humilde de Alicante, su padre Antonio era el conserje del alicantino “Teatro Principal” hecho que le permitió tener contacto directo con el mundo de las artes desde bien pequeño. Tras su educación primaria comenzó a trabajar como obrero tipógrafo. 
En 1881 se crea en Alicante la  “Sociedad de Obreros de Alicante” inmersa en la “Federación de Trabajadores de la Región Española”,  y en 1882 le toca su turno a la “Federación Nacional de Obreros Tipográficos, sección Alicante” (comúnmente conocida por la “Sociedad tipográfica”) y Carratalá participó en su fundación, que contaría con José Mª Santelices (cofundador del “Casino de Obreros”, masón y republicano progresista) y José Moscat (propietario de una imprenta y republicano) como cabezas visibles. En ese entorno la masonería no era desconocida y gracias al estrecho lazo que había entre el movimiento obrero y la masonería en Alicante, Rafael pudo aprovechar la ocasión de mejorar su educación. 
En 1884 fundó y dirigió el periódico El Progreso y desde 1886 trabajó para revista satírica Figuras y Figurones. Además se integró con Guillermo Rameta y Joaquín Adrián en el grupo de librepensadores alicantino «Paz» fundado por el excura catalán Bartolomé Gabarró y Borrás (tal y como narra El Alicantino 18/II/1888) y que después presidió Juan Cabot Cahué (masón, republicano federalista y director de la Escuela laica de la calle Bazán) con G. Rameta Pérez de secretario.  
Por esos años también colaboró en El Cullerot periódico satírico-humorístico de marcado carácter político escrito en valenciano y dirigido por J. Moscat. En 1888 Carratalá formó parte de la escindida Logia «Esperanza», y comenzaría a escribir en la alicantina Mundo Obrero y después colaboraría en El Socialista hasta llegar a ser su corresponsal desde 1889.
En 1890 Carratalá fue uno de los miembros del comité obrero de Alicante que impulsó la creación del “Centro Obrero” en la calle Liorna, lugar de encuentro de socialistas, republicanos y anarquistas, y el tipógrafo J. Moscat fue su primer Presidente. Carratalá además cofundó El grito del pueblo (1890-97) semanario de los obreros tipográficos en defensa de los trabajadores que dirigió Federico Valero. 
También fue miembro del Comité organizador de la 1ª celebración del “Primero de Mayo” en Alicante y, no siguiéndose las directrices de Madrid, hubo parón laboral, formalmente se celebró al día siguiente tal y como relató El Alicantino 3/V/1890, no se esperó al domingo. Intervino Carratalá y se dirigió a la audiencia en valenciano —“el dialecto del país” según su propia expresión— y tal cual recogió la prensa de la época. El objetivo era hacer llegar al Gobernador civil la petición de jornada de ocho horas. En Alcoy fue el 5 de mayo y las cosas se pusieron muy complicadas, llegando el Gobernador a enviar un regimiento.
El 2 de enero de 1891 dio Pablo Iglesias su primer mitin-conferencia en Alicante, “La jornada de 8 horas” (a pesar de la oposición de la derecha más recalcitrante) en el “Teatro Circo” y la apertura del mitin fue a cargo de Carratalá. Ambos se conocían de cuando Iglesias presidió la “Federación de Obreros Tipógrafos”. Esta visita hizo que se oficializase el 21 de enero de 1891 la existencia de la Agrupación Socialista de Alicante, destacando entre los fundadores dos tipógrafos Rafael Carratalá y Federico Valero, junto con Joaquín Adrián, Guillermo Rameta (sindicato de estibadores), José Roca, Rafael Alemañ y otros más. No obstante como Carratalá contaría años después a lo largo de una entrevista para El Heraldo de Alicante (29/II/1908) siempre consideró que fue en 1886 su constitución real, y lo haría con Rameta y Adrián, pero como vivían en la clandestinidad tuvieron que esperar a los Gobiernos liberales de Práxedes Mateo Sagasta que permitieron que saliera a la luz el fenómeno conocido entonces por «Societarismo», embrión del Sindicalismo español. 
Al tiempo, en 1892 aparecieron los problemas de convivencia con los anarquistas, y siendo Vicepresidente Carratalá abandonaron la calle Liorna trasladando su “Centro Obrero” a la avenida de Alfonso el Sabio, a un local que compartieron con el grupo de librepensadores «Paz», mayormente republicanos. Al año siguiente fue el Presidente del “Centro Obrero”.
Con respecto a la velada del “Primero de Mayo” de 1893, no se pudieron hacer manifestaciones por volver a estar prohibido. Dijo el periódico El Alicantino el 2/V/1893, que acudieron cerca del millar de personas de las cuales unas 200 eran mujeres. En las Elecciones generales de ese año se presentaron por Alicante al Congreso P. Iglesias y J. Adrián, ninguno de los dos obtuvo escaño. Rafael Carratalá fue candidato a concejal del Ayuntamiento de Alicante en las Elecciones municipales de 1895 por el distrito de San Antón, no resultando elegido.
En el contexto del ambiente prebélico que se vivía en España, y con el antecedente de las sucesivas intervenciones militares en las colonias (Guerras en Marruecos) y las provincias del Caribe, durante la celebración de un mitin en 1897 en el que intervinieron R. Carratalá y R. Mollá, cerrando el valenciano Salvador Gascó, se cursó un telegrama al Gobierno pidiendo desde el PSOE el cumplimiento “…del deber a defender la integridad de la patria, y, en su consecuencia, piden que vayan a la guerra los pobres y los ricos. Alicante 24 de octubre de 1897.” Al año siguiente se iniciaría la Guerra hispano-estadounidense
En 1901 aparece La Nueva Era, proyecto personal de Antonio García Quejido que nació para difundir la doctrina socialista y R. Carratalá fue su corresponsalía en Alicante. Ese mismo año se trasladó a Alicante el Catedrático de Enseñanza Secundaria y socialista José Verdes-Montenegro. En 1902 Rafael publicó "Socialismo y Anarquismo: consideraciones sobre una y otra escuela", recopilación de artículos suyos muy a propósito de la polémica que por entonces mantuvo con los anarquistas.
Poco a poco las de entender el socialismo Alicante empezó a dar problemas: J. Verdes-Montenegro era un burgués con estudios universitarios, y R. Carratalá, un obrero proletario autodidacta. Verdes-Montenegro sometió la A.S. de Alicante a Madrid, la cual se sentía mucho más cercana a Valencia o Cataluña, y además en Alicante cohabitaban con los republicanos de izquierda. Carratalá desde 1905 estuvo enfrentado abiertamente a Verdes-Montenegro en el seno de la AS de Alicante, lo que motivó finalmente su alejamiento de la vida orgánica del Partido.
En su vertiente de crítico teatral, pensaba que el teatro se había convertido en un entretenimiento de señoritos —salvo dos o tres excepciones— y pretendía hacer realidad una concepción popular de la literatura. Carratalá presenta en 1907 su obra El Teatro ante las Sociedades Obreras. Bosquejo histórico-critico, donde muestra su reconocimiento a autores comprometidos como Joaquín Dicenta, Benito Pérez Galdós y José Folá Igurbide, pero de quien se declara admirador es de Ignasi Iglesias al que considera el “Schopenhauer catalán” y destaca su obra “Los viejos” (Els vells) preguntándose cuando se traducirá al castellano para que el resto de España pudiera leerla. Además añade loas a Cataluña, considerándola la región más avanzada del país. Pero lo más importante son sus reflexiones finales sobre el teatro, del que opinaba -siendo ésta su principal aportación al Socialismo español y por la que pasaría a la historia- que el teatro era la manifestación artística que mejor se adaptaba a la vida real, y debía ser “fiel reflejo de la vida humana, un retrato fidelísimo de las costumbres y sentimientos de la época que se haya propuesto representar” el consideraba que era el arte que mejor asimilaba el pueblo y por lo tanto había que mostrar la cruda realidad social, pero tratando de influir para hacer desaparecer la injusticia. Se trataba de adoctrinar con el entretenimiento. 
En el contexto de ese fenómeno político conocido por Solidaridad Catalana, que en Valencia ya había removido viejos debates (1907), y que algunos intelectuales alicantinos de distintas familias políticas republicanas intentaban implantar en Alicante, el 1 de enero de 1908 se inauguró el "Círculo Republicano Autonomista" junto al “Teatro Principal”, donde habló Lluis Companys y Santelices; al efecto Carratalá abogó en pro de la causa “solidaria” donde se amalgamaban desde los librepensadores como Nicolás Salmerón, hasta gente como Mella.
El 29/II/1908 en una entrevista en el Heraldo de Alicante Carratalá definía a Verdes-Montenegro como “...representante del elemento oficial pedagógico, defensor por conveniencia propia del centralismo y su sistema burocrático de enseñanza oficial...”. En el arranque de la primavera de ese mismo año Verdes-Montenegro, junto con el Presidente local de la A.S., Ángel Martínez, y su Secretario, Monserrate Valero se declaraban hostiles a ese movimiento solidario catalán y su participación en él. Poco después, el 29 de abril del mismo año y firmando en el Heraldo con su seudónimo de socialista de toda la vida «Veritas», escribía “Solidarios. Cartas a un obrero.” y decía con respecto a Verdes-Montenegro que “en vez de combatir a los solidarios, enseñaba la oreja y combatía a los catalanes y los valencianos”. Recordando claramente el carácter centralista que adolecía la A.S. con Verdes Rodríguez de líder.
El 26 de febrero de 1909 fallecía en Alicante a la edad de 50 años.

## Obra
- Escribió las piezas teatrales breves (juguetes) “Los Nihilistas” (1880), más tarde “Un buen protector”, “El sol y el solfeo”, “Una inocentada” y después con el Maestro Francisco Fons  “Les danses” y “Caixos del cap i del peu” cantados en lengua castellana y valenciana.  “Estratónico Fuerte” (1887).

- Autor de himnos que interpretaron socialistas y anarquistas: “Hijos del Pueblo” premiado en el I Certamen Socialista celebrado en Reus en (1885); “El Trabajo” premiado en el 2º Certamen del Centro de Productores de Barcelona (1889); “Alerta Proletario” o “Alégrate alma mía”. Para Carratalá su misión era “inculcar con notas sonoras las ideas de la emancipación”.

- En 1894 publicó un volumen de poesía militante “Gritos del Alma”.

- “Socialismo y Anarquismo”  imprenta de F. Martínez Andreu (Valencia 1902) firmado como «Veritas», hizo una recopilación de sus artículos de temática política que atañía a las diferencias entre familias de la izquierda.

- En 1907 su obra cumbre “El Teatro ante las sociedades obreras. Bosquejo histórico-critico.”,  editado por Such y Serra en Alicante. Realiza un estudio sobre la historia del teatro de tendencia socialista con profundas reflexiones, muchas de ellas usadas actualmente.